# Ravenala madagaskarská
Ravenala madagaskarská (Ravenala madagascariensis) je druh rostliny z čeledi strelíciovité a jediný druh rodu ravenala. Je také známá pod triviálním názvem „palma poutníků“. Je to nápadná, rozměrná dřevina nezaměnitelného vzhledu, jejíž korunu tvoří vějíř dlouze řapíkatých listů, které připomínají listy banánovníku. Pochází z tropických pralesů východního Madagaskaru. V domovině její květy opylují lemuři.
Ravenala je v tropických oblastech celého světa vysazována jako okrasná rostlina. Je také místně využívána např. při stavbě střech či stěn obydlí a má význam i v medicíně.

## Charakteristika
Rostlina svými listy poněkud připomíná banánovník. Na rozdíl od něj se však jedná o dřevinu, nikoliv bylinu, a listy jsou všechny uspořádány v jedné rovině. V některých zdrojích je mylně označována za obří bylinu, kmen je však dřevnatý.

## Popis
Ravenala je rozměrná, vytrvalá, stálezelená rostlina s nevětveným dřevnatým kmenem. Dorůstá výšky až 20, výjimečně až 30 metrů a šířky listového vějíře až 8 metrů. Kmen má průměr až 60 cm. U mladých rostlin je kmen podzemní a není ještě patrný. Koruna je složena z velmi rozměrných, dlouze řapíkatých listů, uspořádaných vějířovitě v jedné rovině. Čepele listů jsou často roztřepené větrem na úzké segmenty podobně jako u banánovníku. Květenství má podobné uspořádání jako květenství strelície. Tvoří je dvouřadě uspořádané člunkovité listeny o délce 20 až 25 cm, v jejichž paždí vyrůstají květy. Květy jsou nápadné, oboupohlavné, až 26 cm dlouhé, se 6 smetanovými, volnými okvětními lístky ve dvou kruzích. Tyčinek je 6 a dosahují délky až 16 cm. Semeník je spodní, obsahuje 3 komůrky a nese dlouhou čnělku. Plodem je mnohasemenná tobolka pukající 3 chlopněmi. Obsahuje ledvinovitá, 10 až 12 mm dlouhá semena obklopená modrým míškem.

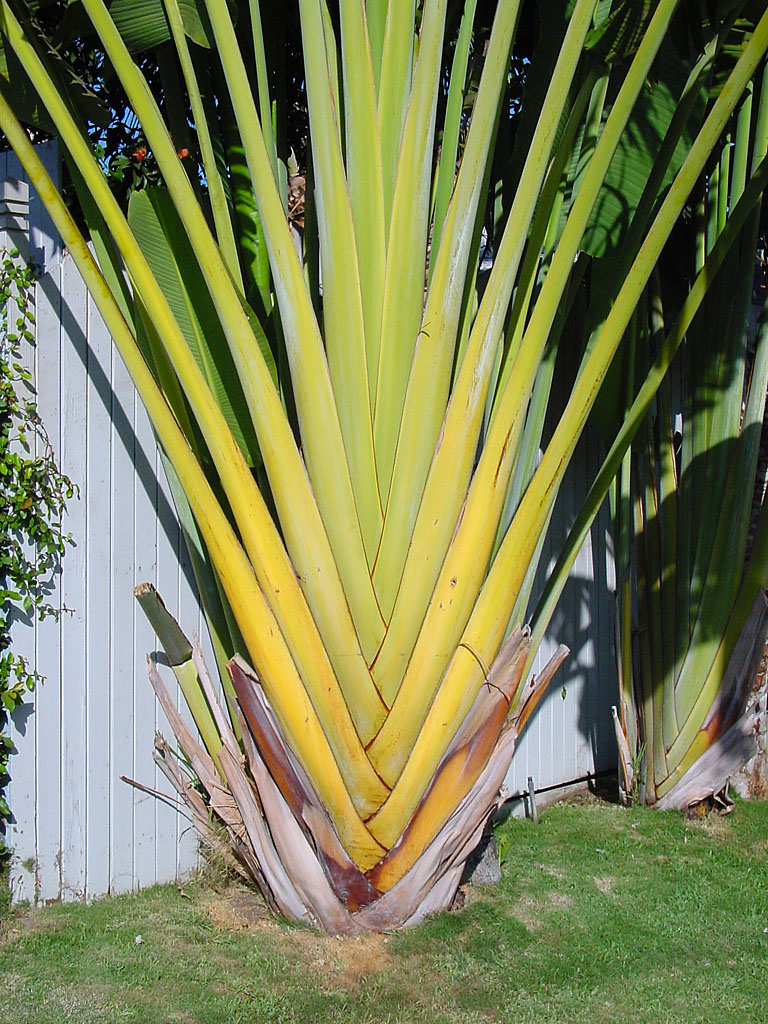
Detail mladé rostliny
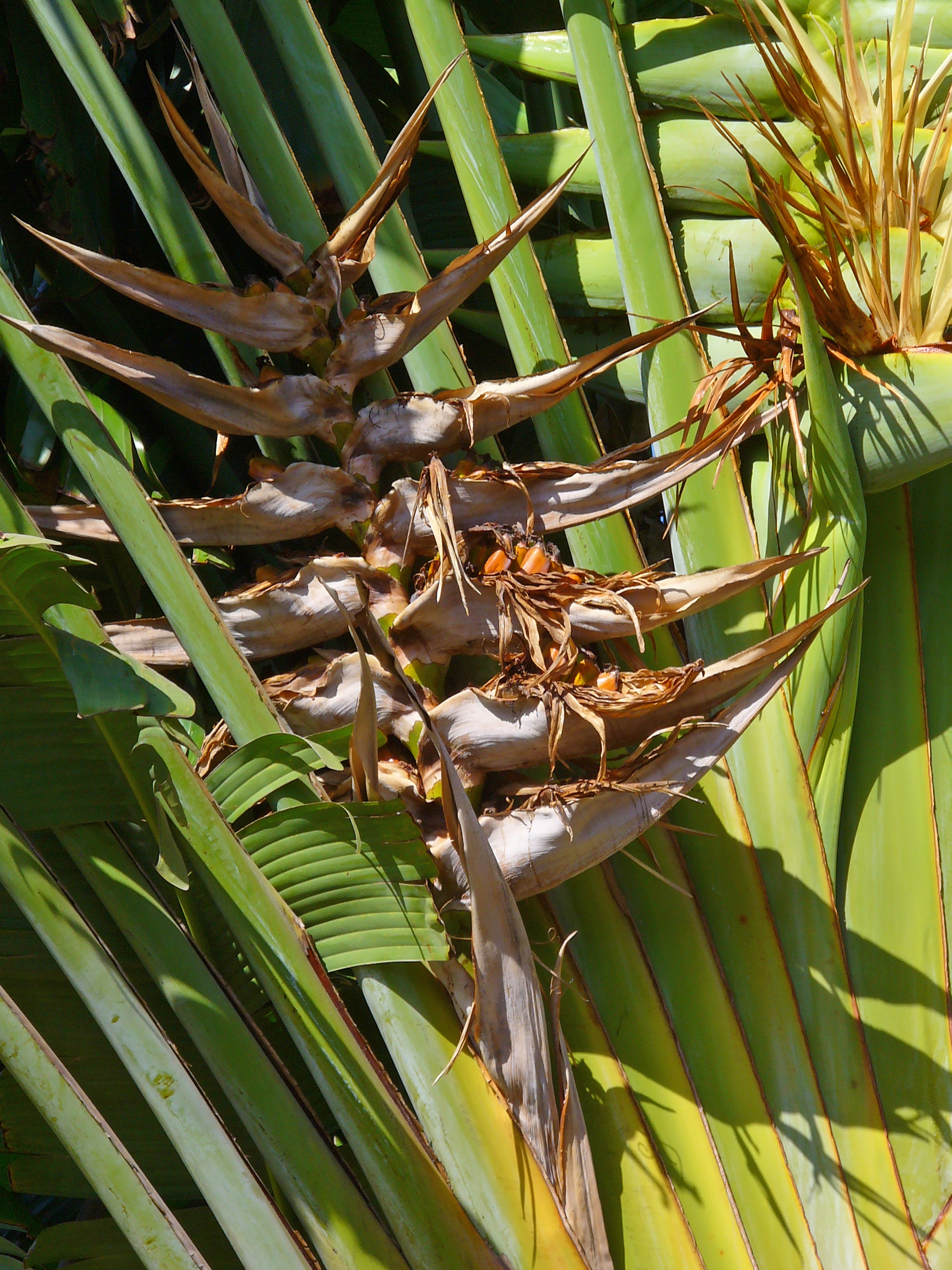
Starší a čerstvé květenství ravenaly
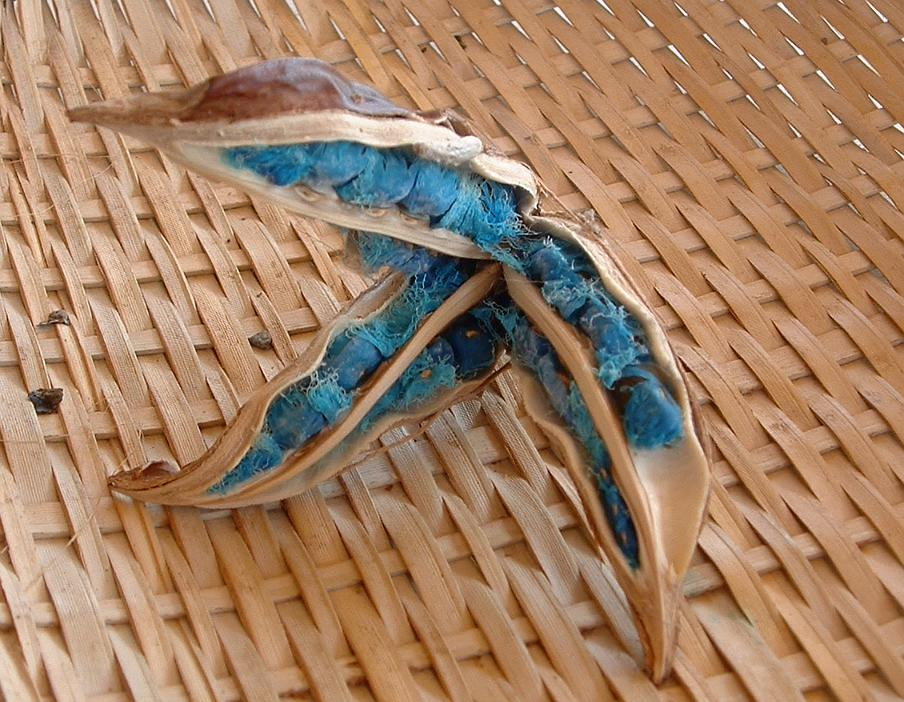
Puklá tobolka se semeny s modrým míškem

## Název
Rostlina je tradičně nazývána „palma poutníků“, neboť ve vyhloubených bázích řapíků se zachycuje dešťová voda, která může poskytnout záchranu žíznivým cestovatelům. Vzhledem k tomu, že se v těchto kapsách hromadí také humus a navíc bývají plné komářích larev, jedná se spíše o nouzový zdroj vody.

## Rozšíření
Ravenala pochází z Madagaskaru, kde se přirozeně vyskytuje v tropických vlhkých lesích východních oblastí ostrova. Roste zdomácněle také na Maskarénských ostrovech. Lze se s ní jako s pěstovanou rostlinou setkat v tropech celého světa.
Ekologické optimum ravenaly je v teplých a vlhkých oblastech při východním pobřeží Madagaskaru v nadmořských výškách do 450 metrů. Příležitostně vystupuje do výšek až 1000 metrů. Preferuje chránění stanoviště a živinami bohaté, hlinité půdy.

## Ekologické interakce
Květy ravenaly tvoří množství nektaru, který na Madagaskaru vyhledávají některé druhy lemurů, jako je lemur vari (Varecia variegata) nebo lemur tmavý (Eulemur macaco). Tito primáti slouží jako opylovači a v některých částech roku jsou na nektaru z ravenaly existenčně závislí. V jiných tropických oblastech navštěvují květy kaloni, v Austrálii i medosavky. Rostlina je schopna i samoopylení, tvorba semen je však v takovém případě nízká. Semena rozšiřují ptáci kteří konzumují míšek.

## Význam

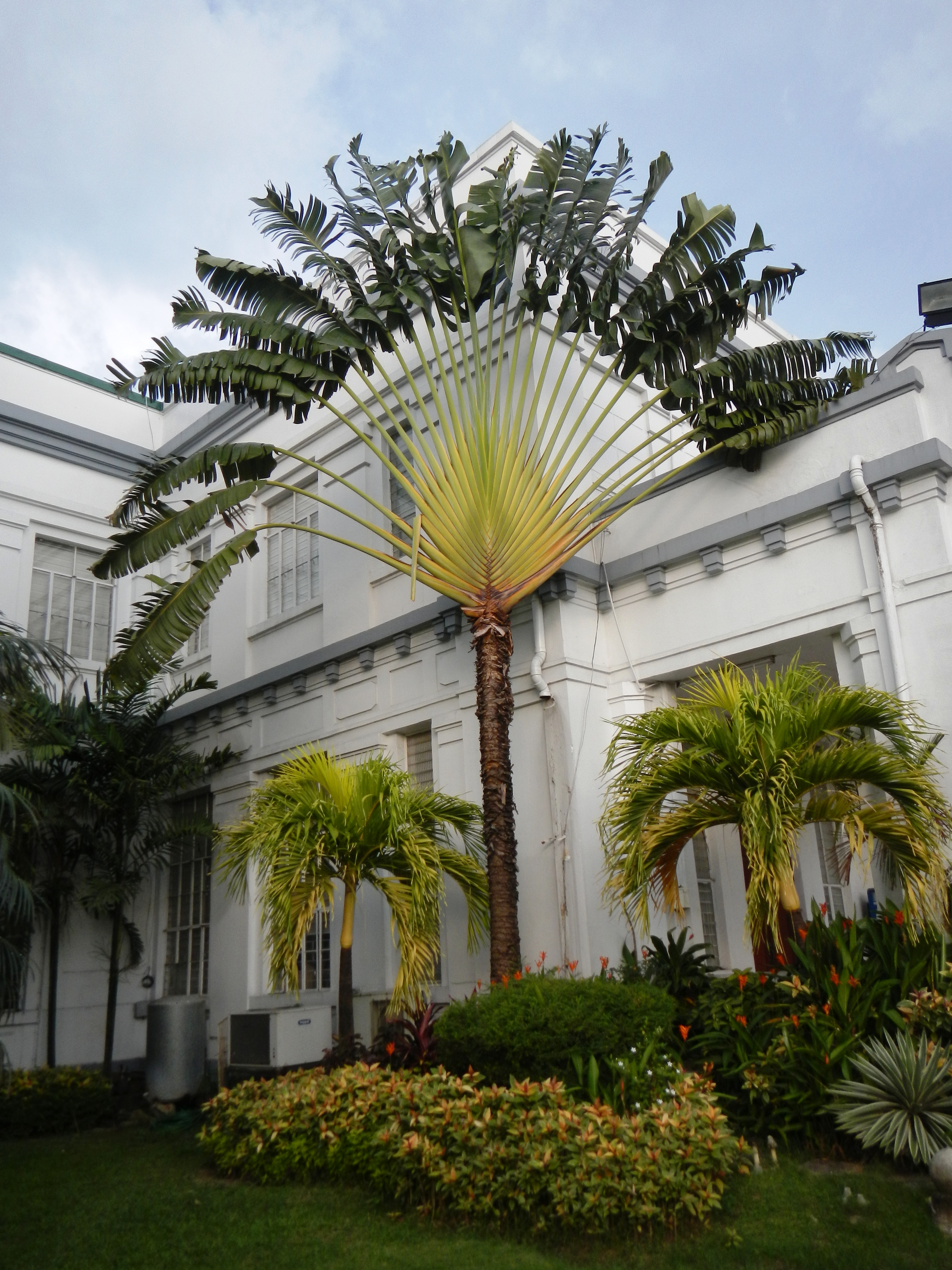
Ravenala jako okrasná rostlina na Filipínách

Ravenala je v tropech celého světa pěstována jako okrasná rostlina. Je vysazována zejména v parcích a hotelových zahradách. V soukromých zahradách se vzhledem ke svým rozměrům většinou nepěstuje.
Daří se jí v hlubokých, humózních, středně vlhkých a dobře propustných půdách na plném slunci. Je to tropická rostlina, prospívající v zóně odolnosti 10 až 11. Je možno ji pěstovat např. na nejjižnější Floridě, jižním Texasu a jižní Kalifornii. Množí se výsevem semen nebo odnožemi.
Ravenala má v oblasti svého původu ekonomický význam a poměrně mnohostranné využití. Listy poskytují krytinu na střechy, z řapíků se zhotovují stěny, z kůry podlahy. V Indii se listy používají také jako balicí materiál. Ze šťávy získané z naříznutého kmene lze získat cukr. Mladé listy místně slouží jako zelenina. Semena jsou jedlá a mají moučnatou konzistenci. Jedlý je i míšek obklopující semena, je však bez chuti. Ze semen se vyrábí jedlý olej. Dřeň kmene se používá jako krmivo pro dobytek.
Nálev z listů slouží v Indii při léčení cukrovky a ledvinových kamenů.